# Jaroslav Rouček (trumpetista)
Jaroslav Rouček (* 12. září 1970 Roudnice nad Labem) je český trumpetista a pedagog.
Hru na trubku studoval v letech 1985 – 1988 na teplické konzervatoři a 1988 – 1991 na pražské konzervatoři. V letech 1991 až 1996 pokračoval na HAMU v Praze ve třídě prof. Vladimíra Rejlka. V rámci studia na HAMU absolvoval stáž na utrechtské konzervatoři. Po absolutoriu hudební fakulty AMU studoval barokní trubku na Sweelinck Conservatoriu v Amsterdamu ve třídě prof. Friedemanna Immera.
Je držitelem řady ocenění, např. 2. cena a titul laureáta v „2. Internationaler Altenburg-Wettbewerb für Barocktrompetensolisten“ v Bad Säckengenu (2001) nebo 2. cena a titul laureáta v „6. Internationaler Händel Wettbewerb Halle“ – obor barokní trubka (2002).
Natočil řadu CD, zejména se soubory zabývající se historicky poučenou interpretací (např. Musica Florea).
Jako sólista na barokní trubku trvale spolupracuje s mnoha ansámbly, např. Freiburger Barockorchester, Akademie für Alte Musik Berlin, Cantus Köln, Anima Eterna, Concerto Köln, Collegium 1704.
V letech 1994 – 2007 byl členem Pražské komorní filharmonie, od roku 2008 pedagogicky působí na HAMU v Praze.